# Madame X (album de Madonna)
Pour les articles homonymes, voir Madame X.
 (avril 2019).
Albums de Madonna
Rebel Heart Tour
(2017)
Singles
1. Medellín feat. Maluma
Sortie : 17 avril 2019
2. I Rise
Sortie : 3 mai 2019
3. Crave feat. Swae Lee
Sortie : 22 mai 2019
4. Dark Ballet
Sortie : 7 juin 2019
5. God Control
Sortie : 26 juin 2019
6. Batuka
Sortie : 19 juillet 2019

Madame X est le quatorzième  album studio de la chanteuse américaine Madonna, sorti le 14 juin 2019. Composé et enregistré en grande partie à Lisbonne, l'album incorpore des sonorités latino-américaines, trap et pop. Madonna y chante en anglais, en espagnol, et pour la première fois en portugais. L'album a été influencé de façon créative par sa vie d'expatrié à Lisbonne, au Portugal, après y avoir déménagé à l'été 2017. Madonna a co-écrit et co-produit l'album avec plusieurs musiciens, notamment Mirwais, Mike Dean et Jason Evigan.
Le premier single, Medellín, en duo avec le chanteur colombien Maluma, est sorti le 17 avril 2019.
La tournée Madame X, tournée nord-américaine et européenne intégralement au théâtre, a débuté le 17 septembre 2019. Les critiques de musique ont donné des critiques généralement positives sur l'album, louant sa composition expérimentale. Madame X a fait ses débuts au sommet du Billboard 200, devenant son neuvième album numéro un aux États-Unis.
Il s'est écoulé à 500 000 exemplaires dans le monde.

## Genèse et conception
Au cours de l'été 2017, Madonna s'installe au Portugal afin que son fils David intègre le club de football Benfica Lisbonne : ce séjour est l'occasion pour la chanteuse de découvrir la scène musicale portugaise. En janvier 2018, Madonna annonce sur Instagram qu'elle a commencé à travailler sur son quatorzième album studio : dans un reportage qui lui est consacré par Vogue Italia à l'occasion de son soixantième anniversaire, Madonna explique en quoi cet album est fortement influencé par la musique portugaise, :

« Je dis toujours qu'il y a trois « F » qui gouvernent le Portugal : le fado, le football et Fátima. C'est également un pays très catholique, ce qui me convient parfaitement. Le pays me rappelle Cuba car les gens ne possèdent pas grand chose mais vous pouvez ouvrir la porte de n'importe quelle maison ou aller à n'importe quel coin de rue, vous entendrez toujours de la musique. […] J'ai rencontré tout un tas de musiciens incroyables, et j'ai fini par travailler avec eux sur mon nouveau disque. Lisbonne a influencé ma musique et mon travail. Comment en serait-il autrement ? Je ne vois pas comment j'aurais pu vivre cette année sans être abreuvée par cette culture. »

En mai 2018, Madonna se produit au Met Gala à New York, où elle interprète Like a Prayer, une reprise de Hallelujah et un court extrait de Dark Ballet, chanson inédite alors intitulée Beautiful Game sur le compte YouTube de l'artiste,. Elle prête sa voix au clip illustrant la chanson God Is a Woman d'Ariana Grande et sur le morceau Champagne Rosé de Quavo, accompagné de lui-même et de Cardi B.
Pendant l'enregistrement de l'album, Madonna révèle qu'elle travaille entre autres avec Mirwais Ahmadzaï, avec qui elle a collaboré pour les albums Music (2000), American Life (2003) et Confessions on a Dance Floor (2005), et Mike Dean, qui a co-produit Rebel Heart (2015). En février 2019, le chanteur colombien Maluma partage sur son compte Instagram une photo avec Madonna dans un studio d'enregistrement. C'est le 14 avril 2019, via une vidéo postée sur Instagram, puis YouTube, que le titre de l'album, Madame X, est révélé.

## Titre et thèmes
Dans un teaser d'une minute, Madonna se présente comme Madame X, pseudonyme qui donne son nom à l'album, et qui évoque une femme endossant de multiples identités, :

« Madame X est un agent secret voyageant à travers le monde, qui change d'identités et se bat pour la liberté. Elle apporte de la lumière dans les endroits sombres. Madame X est une danseuse, une professeure, une chef d'État, une gouvernante, une cavalière, une prisonnière, une étudiante, une mère, une enfant, une maîtresse, une nonne, une chanteuse, une sainte, une pute, une espionne dans la maison de l'amour. Je suis Madame X. »

## Composition
God Control évoque le contrôle des armes à feu. Madonna débute la chanson avec les dents serrées, comme si elle était empêchée de s'exprimer. Des coups de feu sont entendus, avant que la chanson n'entre dans un style disco. Un choeur d'enfants, le Tiffin Children's Chorus, issu d'une école londonienne, intervient à plusieurs reprises.
Batuka a été enregistrée en direct avec un ensemble de femmes pratiquant le batuque, genre musical originaire du Cap-Vert. David Banda, fils adoptif de Madonna et Guy Ritchie, a participé à l'écriture et à l'enregistrement de cette chanson. Deux autres filles de Madonna, Stella et Estere, font également partie du chœur.
Killers Who Are Partying est la première chanson enregistrée pour l'album. Elle s'inspire de la morna, genre musical capverdien. Elle contient un sample de guitare portugaise enregistré par Madonna lors d'une session de fado dans un salon de musique. Le refrain est interprété en portugais.
D'après Madonna, Come Alive est un message qu'elle veut faire passer à ses enfants : ne jamais rester en retrait. Le Tiffin Children's Chorus est également présent sur ce titre.
Extreme Occident est considérée par Madonna comme sa piste préférée de l'album. La chanteuse y fait référence aux critiques et aux avertissements qu'elle a reçus au cours de sa carrière.
Faz Gostoso est, à l'origine, interprétée par la chanteuse brésilienne Blaya. Madonna la reprend avec Anitta, chanteuse également brésilienne. Elle y chante à la fois en anglais et en portugais.
I Don't Search I Find fait référence à une citation de Pablo Picasso (Je ne cherche pas, je trouve.). Contrairement à la majorité des chansons de l'album, celle-ci ne s'inspire pas des musiques du monde, mais du disco new-yorkais des années 90. Cependant, les paroles évoquent le voyage. Madonna a déclaré concevoir cette chanson comme une réponse à Vogue. Ainsi, les claquements de doigts proviennent directement de ce titre.
La version double-CD de l'album contient une piste intitulée Back That Up to the Beat. Cette chanson a été composée et enregistrée par Madonna et Pharrell Williams lors des sessions de l'album précédent, Rebel Heart (2015). Elle a ensuite été retravaillée avec Jeff Bhasker et Mike Dean. Ciao Bella est enregistrée avec Kimi Djabaté, artiste bissaoguinéen qui chante en créole, tandis que Funana, qui tire son nom d'une danse capverdienne, le funaná, évoque des artistes  emblématiques disparus, pour certains l'année précédant la sortie de l'album : Elvis Presley, Bob Marley, Whitney Houston, James Brown, Aretha Franklin, George Michael, David Bowie, Tupac Shakur, Avicii, Mac Miller, Freddie Mercury et Prince.

## Promotion
Le premier single de l'album, Medellín, en duo avec Maluma, sort le 17 avril 2019 et le clip est publié le 24 avril lors d'une émission organisée par MTV UK et retransmise en simultané sur les autres chaînes du réseau MTV.
"Crave" est sorti en tant que deuxième single le 10 mai. Le clip, réalisé par Nuno Xico, est sorti deux jours plus tard. Les remix officiels de "Crave" sont sortis le 26 octobre 2019.
"I Rise" est sorti pour la première fois en single promotionnel le 3 mai 2019. Madonna s'est associée à Time Studios pour créer le clip de "I Rise", sorti le 19 juin 2019. Il a été réalisé par Peter Matkiwsky et comprend des images de survivants de la fusillade de Parkland, de partisans LGBTQ, de manifestants pour les droits des femmes, du témoignage de la gymnaste olympique Aly Raisman à propos d'abus sexuels et autres mouvements pour la justice sociale. Les remixes de la chanson, produits par Tracy Young, ont été commercialisés le 19 juillet 2019 dans le cadre de Worldpride 2019. Il est sorti en tant que troisième single de l'album en Italie le 4 octobre 2019.
Dans la perspective de la sortie complète de Madame X, "Future" et "Dark Ballet" ont été publiés en tant que singles promotionnels respectivement le 17 mai et le 7 juin. Le clip de "Dark Ballet" met représente un scénario inspiré de Jeanne d'Arc mettant en vedette Mykki Blanco (danseur afro-américain LGBT et porteur du VIH), où plusieurs chefs de l'église l'arrêtent et l'exécutent par crémation sur un bûcher. Dans la vidéo, Blanco montre danse dans le soutien-gorge conique emblématique de Madonna en 1990.
"God Control" est sorti en tant que troisième single le 26 juin 2019. Le clip vidéo l'accompagnant a été réalisé par Jonas Åkerlund, et dépeint une scène de tournage dans une boîte de nuit rappelant la fusillade de la boîte de nuit d'Orlando en 2016, et contient un appel à l'action en faveur du contrôle des armes à feu aux États-Unis.
"Batuka" est sorti en single le 19 juillet 2019, accompagné d'un clip réalisé par Emmanuel Adjei (qui avait également réalisé "Dark Ballet". La vidéo est très simple et tourne autour de Madonna et de l'Orquestra Batukadeiras dansant et jouant au Batuque. Vers la fin de la vidéo, ils se tiennent ensemble en ligne, se tenant la main, regardant le coucher du soleil et les vagues. Le dernier plan de la vidéo montre ce qui semble être des voiliers fantômes qui disparaissent au fur et à mesure qu'une tempête se forme sur l'océan.
Le morceau "I Don't Search, I Find" est le single promotionnel suivant pour recevoir un EP remixé (après Medellín, I Rise et Crave) par Honey Dijon, qui est apparu en arrière-plan dans l'une des story Instagram de Madonna. Ces remixes sont disponibles sur les services de téléchargement et de streaming depuis le 6 décembre 2019.
Madonna a joué Medellín avec Maluma au 2019 Billboard Music Awards le 1er mai 2019.
Madonna a chanté Like a Prayer puis Future (avec Quavo) à Tel Aviv, en Israël lors de la finale du concours Eurovision de la chanson 2019 le 18 mai 2019. La prestation aurait couté à l'Union européenne de radio-télévision 1 million de dollars américains, payés par l'homme d'affaires israélo-canadien Sylvan Adams. Lors de la soirée Madonna suscite la polémique, faisant apparaître des drapeaux palestiniens et aussi en chantant avec quelques fausses notes sa première chanson Like A Prayer.
Un documentaire pour Amazon Prime vidéo, intitulé « The World of Madame X » est réalisé par Nuno Xico, qui était déjà à la barre pour le clip de Crave.
Le Madame X Tour débutera en septembre 2019. L'album se classera numéro 1 dans 58 pays le jour de sa sortie. Il figurera également dans le billboard 200 des meilleurs albums devant Bruce Springsteen.

## Liste des pistes
| 1.  | Medellín (avec Maluma)        | Madonna, Mirwais Ahmadzaï, Juan Arias, Edgar Barrera                                        | Madonna, Ahmadzaï            | 4:58 |
| 2.  | Dark Ballet                   | Madonna, Ahmadzaï                                                                           | Madonna, Ahmadzaï            | 4:15 |
| 3.  | God Control                   | Madonna, Ahmadzaï, Casey Spooner                                                            | Madonna, Ahmadzaï, Mike Dean | 6:19 |
| 4.  | Future (feat. Quavo)          | Madonna, Thomas Wesley Pentz, Brittany Talia Hazzard (en), Quavious Marshall                | Madonna, Diplo               | 3:54 |
| 5.  | Batuka                        | Madonna, David Banda, Ahmadzaï                                                              | Madonna, Ahmadzaï            | 4:57 |
| 6.  | Killers Who Are Partying      | Madonna, Ahmadzaï                                                                           | Madonna, Ahmadzaï            | 5:29 |
| 7.  | Crave (feat. Swae Lee)        | Madonna, Khalif Brown, Hazzard                                                              | Madonna, Dean, Billboard     | 3:22 |
| 8.  | Crazy                         | Jason Evigan, Madonna, Hazzard                                                              | Madonna, Evigan, Dean        | 4:02 |
| 9.  | Come Alive                    | Jeff Bhasker, Madonna, Hazzard                                                              | Madonna, Bhasker, Dean       | 4:02 |
| 10. | Extreme Occident (*)          | Madonna, Ahmadzaï                                                                           | Madonna, Ahmadzaï            | 3:42 |
| 11. | Faz Gostoso (feat. Anitta)    | Rodrigo Carmo, Nuno, Emanuel Oliveira, Mateus Seabra, Luíz Vieira, Karla Rodrigues, Madonna | Madonna, Dean, Billboard     | 4:06 |
| 12. | Bitch I'm Loca (feat. Maluma) | Madonna, Lauren D'Elia, Arias, Barrera, JAMES, Rodriguez, Stiven Rojas                      | Madonna, Billboard           | 2:51 |
| 13. | I Don't Search I Find         | Madonna, Ahmadzaï                                                                           | Madonna, Ahmadzaï            | 4:08 |
| 14. | Looking for Mercy (*)         | Madonna, Hazzard                                                                            | Madonna, Bhasker, Dean       | 4:50 |
| 15. | I Rise                        | Evigan, Madonna, Hazzard                                                                    | Madonna, Evigan              | 3:44 |

| 1. | Funana                   | Madonna, Ahmadzaï                   | Madonna, Ahmadzaï                | 3:42 |
| 2. | Back That Up to the Beat | Madonna, Hazzard, Pharrell Williams | Madonna, Dean, Bhasker, Williams | 3:50 |
| 3. | Ciao Bella               | Madonna, Ahmadzaï                   | Madonna, Ahmadzaï                | 5:36 |

### Samples
- Dark Ballet contient un extrait du morceau Danse des Mirlitons, issu du ballet Casse-Noisette de Piotr Ilitch Tchaïkovski.
- I Rise débute par un extrait d'un discours d'Emma González, militante pour le contrôle des armes à feu, prononcé à Fort Lauderdale après la fusillade de Parkland, dont elle est une survivante.
- Funana contient un sample de Funky Drummer de James Brown, au moment où le nom de l'artiste est cité.

## Volume de ventes
Certifié disque d'or en Italie et disque d'argent au Royaume-Uni, l'album s'est écoulé à 500 000 exemplaires dans le monde.